# 뮤직탱크
《뮤직탱크》는 2019년 9월 15일부터 2019년 11월 10일까지 방송되었던 음악 프로그램이다.

## 방송 시간
| 방송 채널 | 방송 기간                          | 방송 시간                           |
| --------- | ---------------------------------- | ----------------------------------- |
| OBS경인TV | 2019년 9월 15일 ~ 2019년 10월 27일 | 매주 일요일 낮 12시 50분 ~ 1시 50분 |
| OBS경인TV | 2019년 11월 3일 ~ 2019년 11월 10일 | 매주 일요일 낮 1시 30분 ~ 2시 30분  |

## 방영 목록
2019년
| 회차 | 방송일    | 방문지                                                                            |
| 회차 | 방송일    | 출연자                                                                            |
| ---- | --------- | --------------------------------------------------------------------------------- |
| 1회  | 9월 15일  | 육군 제25보병사단                                                                 |
| 1회  | 9월 15일  | 조정민, 왈와리, 프리즘, MA-DOGG, J.KOM 로즈핑거, 라붐, 화이트위치, 레이나, 써니힐 |
| 2회  | 9월 22일  | 육군 제1기갑여단                                                                  |
| 2회  | 9월 22일  | 조정민, 미소, 한담희, 로즈핑거, 페이버릿 왈와리, 베리굿, 엔시아, 자전거 탄 풍경   |
| 3회  | 9월 29일  | 육군 수도기계화보병사단                                                           |
| 3회  | 9월 29일  | 조정민, 라붐, 걸크러쉬, 요요미 왈와리, 프리즘, 로즈핑거, 레이나                   |
| 4회  | 10월 6일  | 육군 제51보병사단                                                                 |
| 4회  | 10월 6일  | 조정민, 하이틴, 레이나, 시크엔젤 엔시아, 삼순이, 미소, 왈와리                     |
| 5회  | 10월 13일 | 육군 제5기갑여단                                                                  |
| 5회  | 10월 13일 | 조정민, 왈와리, 한담희, 페이버릿 우이경, 강예슬, 춘향이, 프리즘, 키썸             |
| 6회  | 10월 20일 | 해병대 제2사단                                                                    |
| 6회  | 10월 20일 | 조정민, 하이틴, 엔시아, 화이트위치 왈와리, 요요미, 군조, 선엘                     |
| 7회  | 10월 27일 | 육군 제5포병여단                                                                  |
| 7회  | 10월 27일 | 조정민, 한담희, 왈와리, 소낙별, 베리굿, 키썸                                      |
| 8회  | 11월 3일  | 육군 지상작전사령부                                                               |
| 8회  | 11월 3일  | 조정민, 미소, 요요미, 소낙별 하이틴, 엔시아, 애쉬, 왈와리, 레이나                 |
| 9회  | 11월 10일 | 해군 제2함대사령부                                                                |
| 9회  | 11월 10일 | 로즈핑거, 미소, 소낙별, 조정민 러스티, 베리굿, 왈와리, 군조, 선엘                 |

## 동일 소재 프로그램
- 우정의 무대 (MBC, 1989년 ~ 1997년)
- 청춘! 신고합니다 (KBS, 2003년 ~ 2007년)
- 위문열차 (국방TV·국방FM, 1961년 ~ 현재)